# Richard Delamaine
Richard Delamaine o Delamain (conocido como "el viejo"; después de 1629 - después de 1645), fue un matemático inglés, conocido por sus trabajos en la regla de cálculo circular y los relojes de sol. 

## Semblanza
Su primer trabajo publicado, Grammelogia, se lo dedicó a Carlos I de Inglaterra. Fue atacado en los Círculos de Proporción de William Oughtred (1631), por motivos de plagio: Oughtred había sido maestro de Delamaine y consideraba que el trabajo simplemente reproducía sus instrumentos matemáticos sin una comprensión seria de la teoría de la que dependían.
Posteriormente, Delamaine disfrutó del favor real y del nombramiento de tutor del rey en matemáticas y del intendente general. Su viuda lo describió en esos términos, en 1645, cuando ella solicitó ayuda a la Cámara de los Lores. Dejó diez niños, uno de los cuales llevaba su nombre, que se suele identificar con el matemático Richard Delamaine el joven. 
Carlos I, justo antes de su muerte, envió a su hijo Jacobo II de Inglaterra, entonces duque de York, un reloj de sol plateado fabricado con las instrucciones descritas por Delamaine.

## Trabajos
Entre sus obras figuran los títulos siguientes: 
- Grammelogia o el Anillo Mathematicall, extraído de Logarythmes y proyectado Circular, 1631. El título griego, que significa "El discurso de las líneas", alude a la Rabdologia de John Napier.
- The Making, Description and Use of a small portable Instrument called a Horizontall Quadrant (Creación, descripción y uso de un pequeño instrumento portátil llamado cuadrante horizontal), 1631.